# Лапинч (река)
Лапинч или Лафниц (мађ. Lapincs и   прек. и слч. Lapinč), је заједничка река Аустрије и Мађарске.

## Географски положај
- Лапинч је притока Рабе, извире код Јогланда у Аустрији, а ушће у Рабу му је код мађарског града Сентготарда.

## Ток реке
- Лапинч извире код Јогланда у Аустрији и протиче поред Ворауа и Лафница, општине Лапинч, све до Руденсдорфа, Штајнмарка и граница Бургленда. После уласка на територију града Фистрица, даље тече јужним делом Бургленда и прелази у Мађарску и код Сентготарда се улива у Рабу.